# فروچو بیانچینی
فروچو بیانچینی (ایتالیایی: Ferruccio Biancini؛ ‏ ۱۸ اوت ۱۸۹۰ – ۱۹ مارس ۱۹۵۵) کارگردان فیلم، بازیگر، فیلم‌نامه‌نویس و تهیه‌کننده فیلم اهل ایتالیا بود.
از فیلم‌هایی که وی در آن نقش داشته‌است، می‌توان به ترانه مادر، نرون، آخرین روزهای پمپئی، شبی با تو و ترانه آفتاب اشاره کرد.